# Kapelle Beienrode

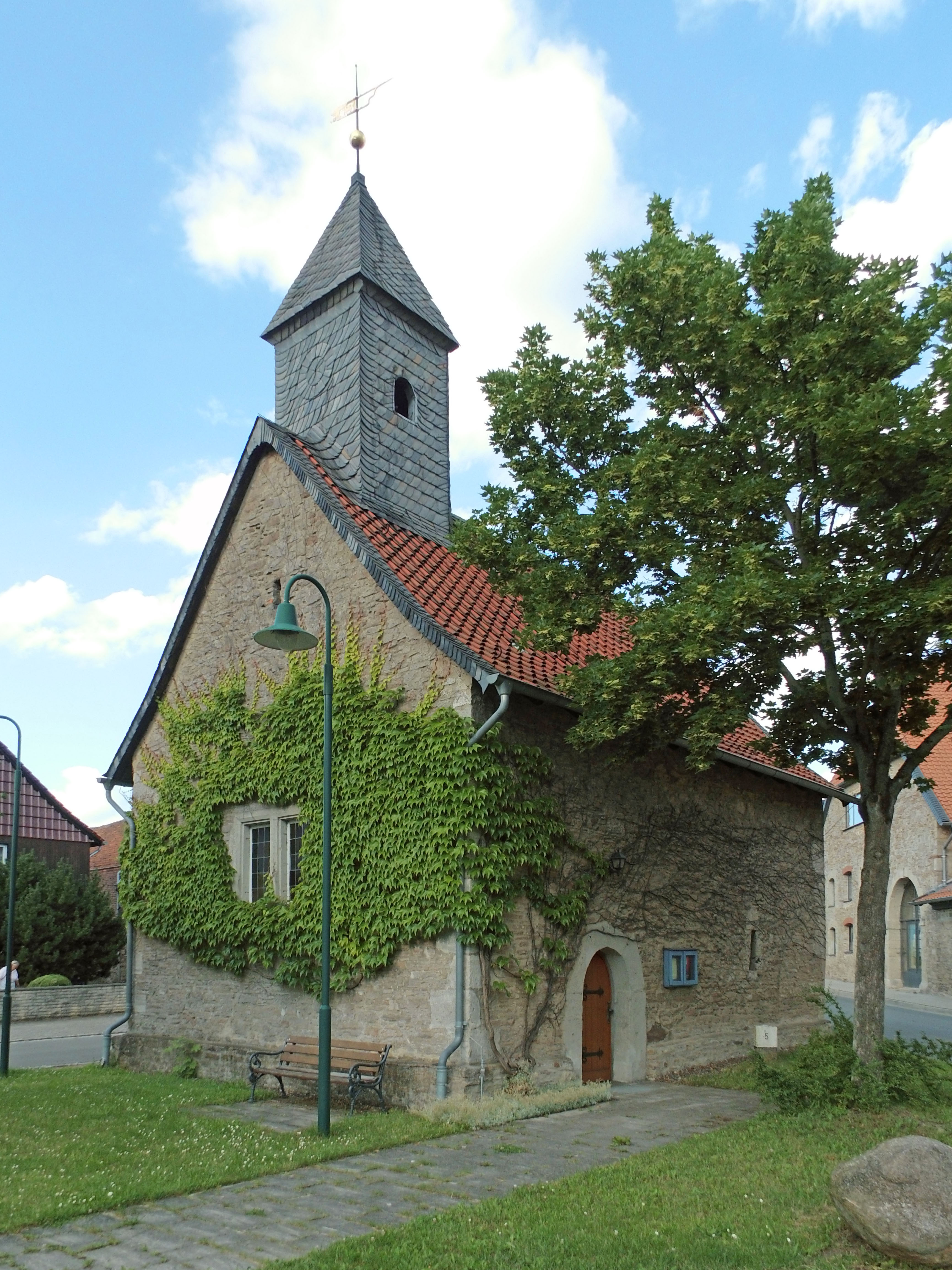
Kapelle Beienrode

Die evangelisch-lutherische denkmalgeschützte Kapelle Beienrode steht in Beienrode, einem Ortsteil von Königslutter am Elm im Landkreis Helmstedt von Niedersachsen. Die Kapelle gehört zum Kirchenkreis Wolfsburg-Wittingen im Sprengel Lüneburg der Evangelisch-lutherischen Landeskirche Hannovers.

## Geschichte
Die Kapelle in Beienrode wurde 1433 durch die von Veltheim als Gutskapelle erbaut. Im Pfründenregister von 1534 wird sie als Filiale von Ochsendorf genannt. Georg Gottfried von Bülow ließ das verfallende Kapellengebäude 1762 instand setzen und neu ausstatten.

## Beschreibung
Die kleine Saalkirche hat eine 1854 angefügte, nahezu halbkreisförmige Apsis im Osten. Das Kirchenschiff ist mit einem Satteldach bedeckt, aus dem sich im Westen ein schiefergedeckter Dachreiter mit einem Pyramidendach erhebt. Der Altar hat einen massiven Stipes und die Mensa aus Sandstein. Das Altarretabel mit einer Darstellung des Abendmahls ist bekrönt mit einem Kruzifix. Die Brüstung der kleinen hölzernen Kanzel ist bemalt u. a. mit Petrus, Johannes, Salvator stammen vom Ende des 16. Jahrhunderts. Das gotische Taufbecken mit einer achtseitiger Kuppa aus Kalkstein, wurde 1927 in der Kapelle von Beienrode aufgestellt. Es stammt aus der abgebrochenen Kapelle in Uhry.